# Storbritannien i olympiska vinterspelen 1960
Storbritannien deltog med 17 deltagare vid de olympiska vinterspelen 1960 i Squaw Valley. Ingen av landets deltagare erövrade någon medalj.